# Vrouwen uit de Duitse geschiedenis
Vrouwen uit de Duitse geschiedenis is een bekende langlopende serie postzegels in Duitsland. Postzegels van deze serie werden uitgegeven van 1986 tot 2003. Van 39 vrouwen werd de beeltenis in deze serie opgenomen. Bovendien kregen 17 postzegels ook nog eens het opschrift "Deutsche Bundespost Berlin". Dat geeft een serie van 56 verschillende postzegels.
In deze ene serie is een interessante periode in de postgeschiedenis af te lezen:
- een langlopende serie met uitsluitend afbeeldingen van vrouwen,
- de Duitse hereniging,
- wijziging van de landnaam op de postzegel (Deutsche Bundespost, Deutsche Bundespost Berlin, Deutschland),
- de invoering van de euro,
- postzegels met een dubbele vermelding van de muntsoort (DM én euro in 2000 en 2001),
- de mogelijkheid van gemengde frankering qua muntsoort,
- einde van de frankeergeldigheid van een deel van de serie,
- uitbreiding van de frankeergeldigheid met het grondgebied van voormalig Oost-Duitsland.